# Pulau Pua
Pulau Pua är en ö i Indonesien.   Den ligger i provinsen Moluckerna, i den östra delen av landet, 2 400 km öster om huvudstaden Jakarta. Arean är 9,1 kvadratkilometer.
Terrängen på Pulau Pua är lite kuperad. Öns högsta punkt är 340 meter över havet. Den sträcker sig 3,9 kilometer i nord-sydlig riktning, och 5,2 kilometer i öst-västlig riktning.  I omgivningarna runt Pulau Pua växer i huvudsak städsegrön lövskog.